# 吸口盤唇鱨
吸口盤唇鱨，為輻鰭魚綱鯰形目倒立鯰科的其中一種，分布於非洲南非、史瓦濟蘭的澎哥洛河流域及辛巴威的三比西河流域，吻部演化成吸盤，可用下顎齒刮食無脊椎動物，背鰭硬棘1枚；背鰭軟條6枚；臀鰭硬棘3枚；臀鰭軟條8枚，體長可達5.2公分，喜棲息在多岩石的清澈激流，屬肉食性，繁殖期在夏季，可做為食用魚。

## 扩展阅读
維基物種上的相關：吸口盤唇鱨